# قائمة الغابات في الجزائر
يوجد في الجزائر مئات الغابات الموزعة على مختف ولايات البلاد وهي خاضعة لوزارة الزراعة والتنمية الريفية.
غابات ولاية بسكرة: 
غابة الدولة مزبال للصنوبر والبلوط والارز
غابات النخيل طولقة 

## الغابات حسب الولايات
(من الغرب إلى الشرق ومن الشمال إلى الجنوب)

### ولاية تلمسان
تحتوي ولاية تلمسان الغابات التالية:
- غابة حفير ظريفات [2]
- غابة إفري [3]
- غابة لالة ستي
- غابات بني ورسوس.

### ولاية عين تموشنت
تشمل ولاية عين تموشنت الغابات التالية:
- غابة خلف السمان في بلدية الأغلال.[4]

### ولاية وهران
تشملولاية وهران الغابات التالية:
- غابة المسيلة [5]
- غابة ترزيزا في بلدية مسيرجين.

### ولاية مستغانم
تشمل ولاية مستغانم الغابات التالية:
- غابة شواشي بالقرب من حجاج .

### ولاية الشلف
تشمل ولاية الشلف الغابات التالية:
- غابة بيسَّا.[7]

### ولاية تيبازة
تشمل ولاية تيبازة الغابات التالية:
- غابة أفين
- غابة تاوريرة
- غابة بني حبيبة.

### ولاية الجزائر
تضم ولاية الجزائر العاصمة عدة غابات منها:
- غابة عين طاية
- غابة القواقع
- غابة باش جراح
- غابة باينام
- غابة بلوزداد
- غابة بن عكنون
- غابة بني مسوس
- غابة بولوغين
- غابة برج البحري
- غابة برج الكيفان
- غابة بوزريعة
- غابة دويرة
- غابة المرسى
- غابة المرادية
- غابة حيدرة
- غابة كوبا
- غابة مقطع خيرة
- غابة المحالمة
- غابة بارادو
- غابة الرغاية
- غابة السحاولة
- غابة سيدي فرج
- غابة زرالدة

### ولاية بومرداس
تشمل ولاية بومرداس عدة غاباتمنها:
- غابة الساحل بين زموري لغاطة وجينات
- غابة عسوف في دليس
- غابة بودواو في بودواو
- غابة مويلحة في بودواو البحري
- غابة كورسو بين كورسو بومرداس وبودواو البحري
- غابة الساحل في سيدي داود
- غابة بوغربي في دليس
- غابة مزرانة في عفير

### ولاية تيزي وزو
تشمل ولاية تيزي وزو الغابات التالية:
- غابة بني غبري [8] قرب ياقورن.
- غابة أمجود
- غابة بلوة

### ولاية بجاية
تشمل ولاية بجاية الغابات التالية:
- غابة أكفادو.

### ولاية جيجل
تشمل ولاية جيجل الغابات التالية:
- غابات منتزه تازة الوطني.

### ولاية سكيكدة
تشمل ولاية سكيكدة الغابات التالية:
- غابات صنهاجة غرباس [10]،[11]
- غابة تسمارا.

### ولاية عنابة
تشمل ولاية عنابة الغابات التالية:
- غابات منتزه الوطني أنوغت.[12]

### ولاية الطارف
تشمل ولاية الطارف عدة غابات . وهي معرضة لمخاطر حرائق الغابات 

### ولاية الجلفة
تشمل ولاية الجلفة الغابات التالية:
- غابة سنالب ، 62 172 هكتار [14]
- غابة صحاري جبلي ، 31 800 هكتار
- غابة صحاري الظاهري ، 29 151 هكتار
- غابة جلال ، 7 374 هكتار
- غابة بوبحاير طكوكة 7 253 هكتار.

### ولاية سوق أهراس
- غابة الجليل (الدريعة)
- غابة فغنات (الحدادة)
- غابة الماء لحمر (عين الزانة)
- غابة بوسسو (تاورة)

### ولاية خنشلة
تشمل ولاية خنشلة الغابات التالية:
- غابة بوحمامة

## فهرس
- "Les forêts algériennes" (PDF). Forêt méditerranéenne. ج. XV ع. 1: 59-63. 01-1994. مؤرشف من الأصل (PDF) في 2022-04-19. اطلع عليه بتاريخ 11/04/2020. {{استشهاد بدورية محكمة}}: تحقق من التاريخ في: |تاريخ الوصول= و|تاريخ= (مساعدة)
- FAO (2001). Etude prospective du secteur forestier en Afrique (PDF). Forestry Outlook Study for Africa - FOSA[15]. ص. 60. مؤرشف من الأصل (PDF) في 2022-04-19. اطلع عليه بتاريخ 11/04/2020. {{استشهاد بكتاب}}: تحقق من التاريخ في: |تاريخ الوصول= (مساعدة) وref stripmarker في |سلسلة= في مكان 41 (مساعدة)
- Arfa، Azzedine Mohamed Touffik (mai-2019). "Cartographie du risque feu de forêt dans le Nord-est algérien : cas de la wilaya d'El Tarf". Cybergeo. مؤرشف من الأصل في 2023-01-25. اطلع عليه بتاريخ 11/04/2020. {{استشهاد بدورية محكمة}}: تحقق من التاريخ في: |تاريخ الوصول= و|تاريخ= (مساعدة)